# Jerry Sanders
Pour les articles homonymes, voir Sanders.
Gerald « Jerry » Robert Sanders, né le 14 juillet 1950 à Los Angeles, est un homme politique américain membre du Parti républicain. Il est de 1993 à 1999 chef de la police de San Diego, avant d'être maire de la ville entre 2005 et 2012. Depuis, il est président de la San Diego Regional Chamber of Commerce.

## Biographie
Marié à Rana Sampson, il vit dans le quartier de Kensington à San Diego avec ses deux filles Lisa, 21 ans, et Jamie, 19 ans.
Après 26 années passées au sein du département de police municipale, il devient chef de la police en 1993 ; durant les six années qui suivent, le taux de criminalité baissa de 40 %.
Sanders devint ensuite le président de « United Way of San Diego County », une administration à l'époque conspuée pour sa bureaucratie et son coût de fonctionnement. En juillet 2002, il est nommé à la direction de la Croix-Rouge de San Diego. Son action est particulièrement appréciée lors des grands incendies de novembre 2003 qui ravagent la partie forestière du comté de San Diego.
Membre du Parti républicain, il se présente à la mairie en évinçant ses adversaires lors des primaires pour se retrouver face à Donna Frye, une conseillère municipale démocrate.
Le 8 novembre 2005, il est élu avec 54 % des suffrages contre 45 % à Donna Frye et est entré en fonction le 5 décembre. Il est réélu en 2008 pour un second mandat qui prend fin le 3 décembre 2012.